# Ulltrattkaktus
Ulltrattkaktus (Eriosyce islayensis) är en art inom trattkaktussläktet och familjen kaktusväxter, som har sin naturliga utbredning i Chile och Peru.

## Beskrivning
Ulltrattkaktus är en klotformad till kort cylindrisk kaktus som blir 25 till 50 centimeter hög och 10 till 20 centimeter i diameter. Den är uppdelad i 17 till 25 åsar. Taggarna är tjocka och styva, varierar mycket till utseendet och går inte att skilja mellan central- och radiärtaggar. Antalet taggar varierar mellan 12 och 30, och de blir upp till 3 centimeter långa. Blommorna är trattformade, gula och 1,5 till 2 centimeter stora. Frukten är tunnskalig, ballonglik och röd då den är mogen.

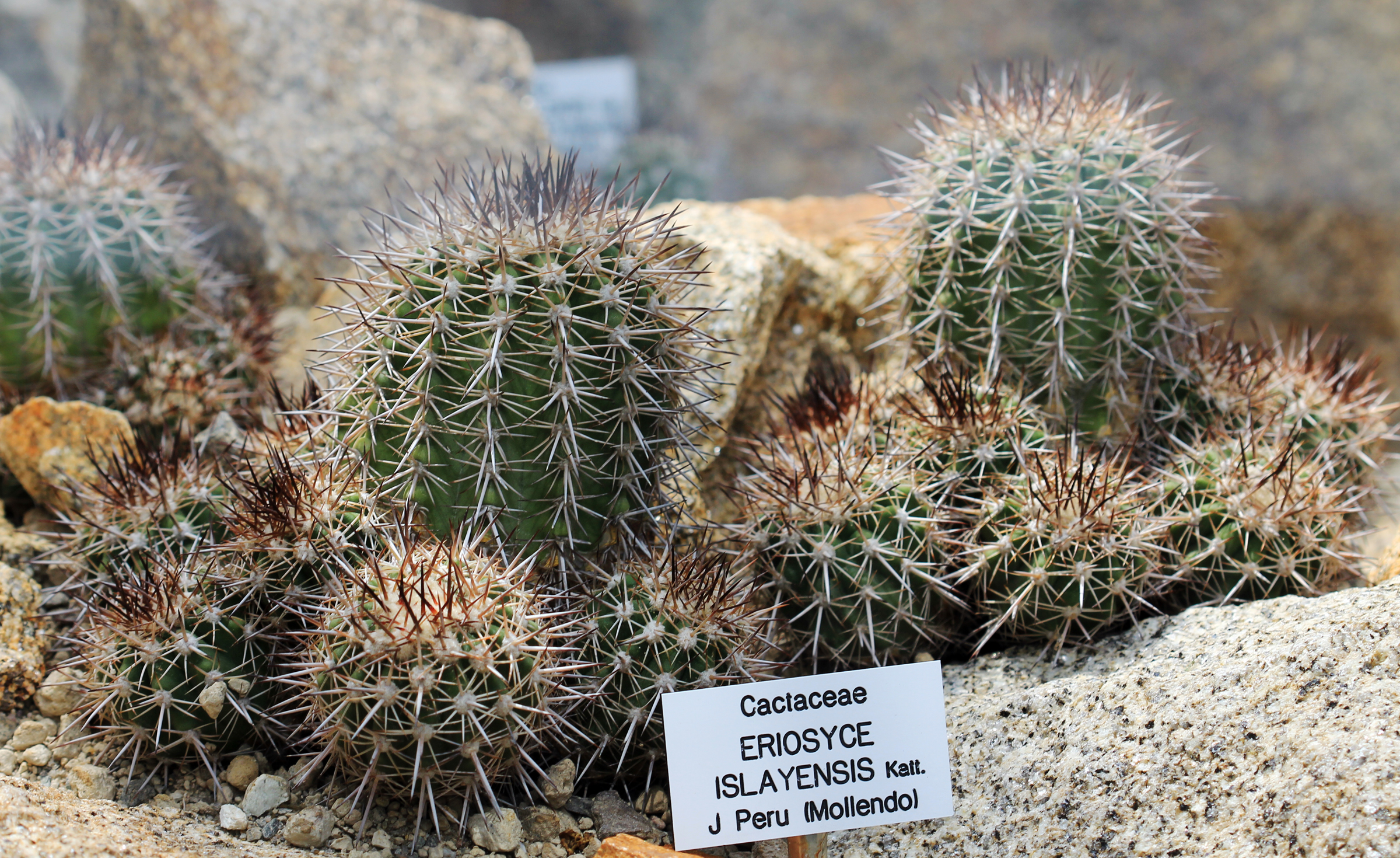
In Prague Botanic Garden

## Underarter
E. islayensis ssp. islayensis
Blir från 5 till 20 centimeter i diameter och är uppdelad i upp till 25 åsar. Den har 4 till 7 centraltaggar som blir 12 till 16 millimeter långaa. Runt dessa finns 12 till 22 radiärtaggar som blir från 6 till 10 millimeter långa. Blommorna är svavelgula och frukten blir upp till 3,5 centimeter stor.
E. islayensis ssp. grandis (Rauh & Backeb.) G.J.Charles 2003
Detta är den något större av underarterna och kan bli upp till 50 centimeter hög, och 20 centimeter i diameter. Den är uppdelad i 17 åsar och längs åsarna sitter taggar som varierar i längd från 1,5 till 3 centimeter. Taggarna är uppdelade i 1 till 5 centraltaggar och 8 till 15 radiärtaggar. Blommorna är gula och blir 15 millimeter stora. Frukten är avlång och 2 till 4 centimeter lång.
E. islayensis ssp. omasensis (Ostolaza & Mischler) G.J.Charles 2006
Denna underart, som bland annat upptäcktes i Rio Omas, blir upp till 30 centimeter hög och 14 centimeter i diameter. Den är uppdelad i 13 till 21 åsar. Längs åsarna sitter 1 till 4 tjocka centraltaggar som blir 19 till 22 millimeter långa. Runt dessa finns 8 till 14 radiärtaggar som blir 12 till 19 millimeter långa. Blommorna är gula och blir 17 millimeter i diameter. Frukten blir 18 till 25 millimeter lång, 6 till 9 millimeter i diameter och rosa till färgen.

## Synonymer
E. islayensis ssp. islayensis
Echinocactus islayensis C.F.Först. 1861
Islaya islayensis (C.F.Först.) Backeb. 1934
Neoporteria islayensis (C.F.Först.) Donald & G.D.Rowley 1966
Echinocactus molendensis Vaupel 1913
Islaya molendensis (Vaupel) Backeb. 1935
Islaya minor Backeb. 1934
Islaya bicolor Akers & Buin. 1951
Neoporteria bicolour (Akers & Buining) Donald & G.D.Rowley 1966
Islaya brevicylindrica Rauh & Backeb. 1957
Islaya copiapoides Rauh & Backeb. 1957
Islaya grandiflorens Rauh & Backeb. 1957
Islaya paucispina Rauh & Backeb. 1957
Islaya paucispinosa Rauh & Backeb. 1957
Islaya krainziana F.Ritter 1963
Neoporteria krainziana (F.Ritter) Donald & G.D.Rowley 1966
Islaya divaricatiflora F.Ritter 1964
Islaya flavida F.Ritter 1981
Islaya maritima F.Ritter 1981
Islaya minuscule F.Ritter 1981
Islaya unguispina F.Ritter 1981
E. islayensis ssp. grandis
Islaya grandis Rauh & Backeb. 1957
E. islayensis ssp. omasensis
Islaya omasensis Ostolaza & Mischler 1983